# Cinémathèque suisse
Fondée en 1948, la Cinémathèque suisse est reconnue par la Fédération internationale des archives du film (FIAF) comme l'une des dix plus importantes cinémathèques du monde par l'étendue, la diversité et la qualité de ses collections. Son siège administratif et ses salles de projections se situent à Lausanne, ses archives à Penthaz (Centre de recherche et d'archivage) et son antenne alémanique à Zurich. Elle est la seule institution nationale qui recueille et préserve l'essentiel de la production cinématographique et audiovisuelle en Suisse.

## Buts
Les buts de la Fondation sont de :
- Recueillir et sauvegarder les archives de la cinématographie, quelle qu’en soit l’origine
- Veiller à l’accroissement, à la conservation, à la restauration et à la présentation de ses collections
- Constituer un musée national et un centre d’étude de la cinématographie
- Servir l’utilité publique et ne viser aucun but lucratif

## Sites
- Centre administratif et projections quotidiennes au Casino de Montbenon à Lausanne
- Centre de recherche et d'archivage de Penthaz
- Dokumentationstelle à Zurich
- Capitole (cinéma) à Lausanne

## Histoire

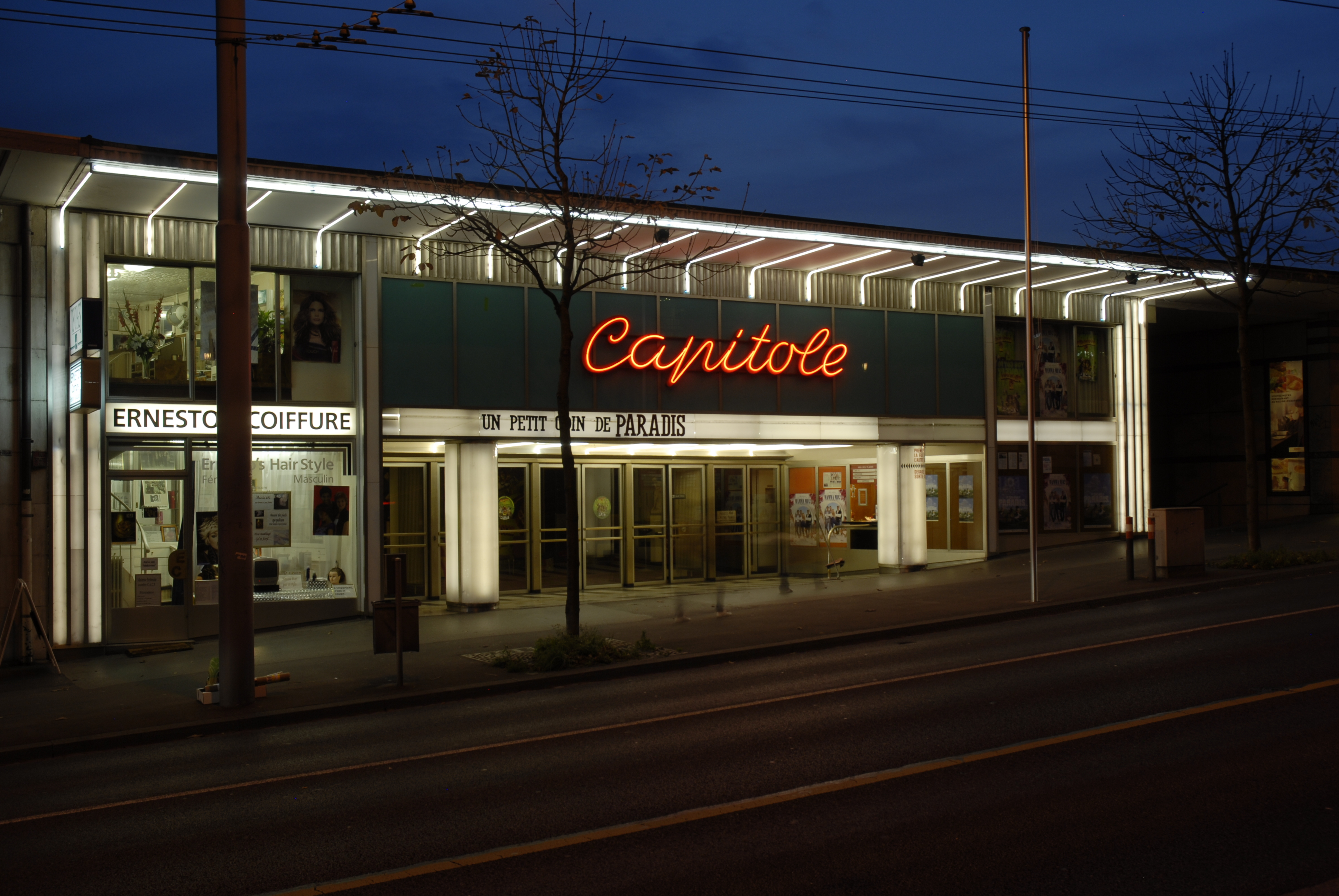
Le cinéma Capitole, en 2010.

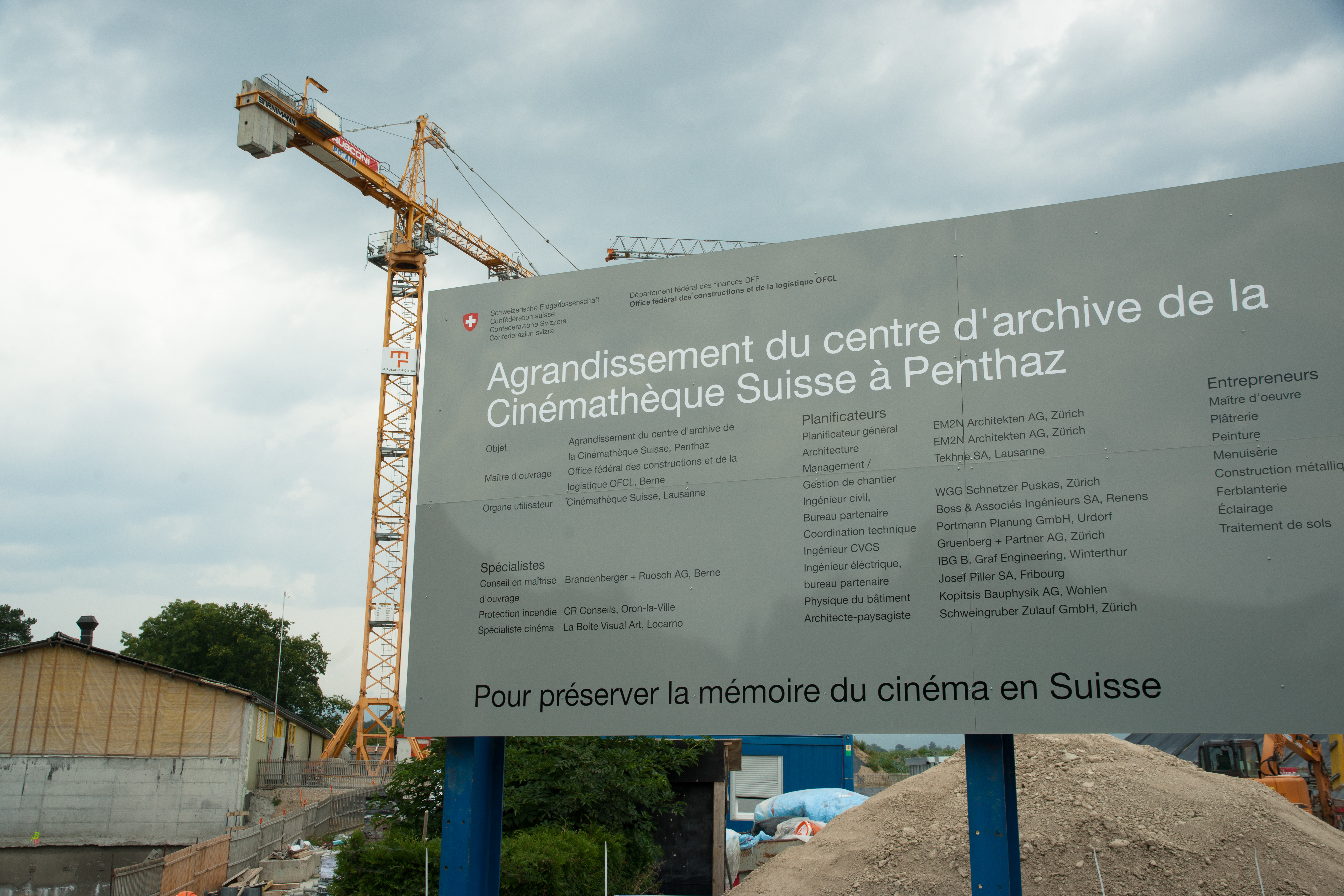
Travaux du centre d'archivage de Penthaz, en 2011.

- Le 1er octobre 1943 : Les « Archives cinématographiques suisses » sont créées à Bâle mais la ville leur coupera les subsides en avril 1948 en raison de l'opinion des responsables jugée « trop à gauche ».
- 1946 : Naissance du ciné-club de Lausanne.
- Le 3 novembre 1948 : Création de l'Association Cinémathèque suisse à Lausanne. Claude Emery, premier directeur.
- 1949 : Transfert des collections bâloises à Lausanne.
- 1950 : Première subvention de la Ville de Lausanne. Inauguration officielle de la Cinémathèque suisse parrainée par Erich von Stroheim. Semaine du cinéma et bal au Lausanne Palace.
- 1951 : La Cinémathèque est animée par Freddy Buache.
- 1952 : Installation de la Cinémathèque suisse dans un deux-pièces à la Place de la Cathédrale.
- 1954 : 10e Congrès de la Fédération internationale des archives du film à Lausanne.
- 1957 : Début d'une collaboration à long terme avec le Festival international du film de Locarno.
- 1963 : Première subvention de la Confédération qui vient s'ajouter à celles du canton de Vaud (depuis 1955) et d'autres cantons.
- 1966 : Début des projections bimensuelles de la Cinémathèque suisse à l'Aula du collège de Béthusy.
- 1968 : Albert Mermoud devient président de la cinémathèque[3].
- 1969 : Aménagement de locaux au Maupas (Lausanne) en vue de la conservation des collections de photos et d'affiches.
- 1973 : 25e anniversaire. Exposition "Images du cinéma" au Musée des arts décoratifs (ancêtre du mudac), alors situé à l'Avenue Villamont
- 1975 : Les archives du Ciné-Journal suisse sont déposées à la Cinémathèque suisse.
- 1979 : Au Festival de Cannes, carte blanche de la Cinémathèque suisse qui présente des films du patrimoine restaurés. 35e congrès de la Fédération internationale des archives du film à Lausanne.
- 1981 : Entreposées depuis 1950 dans les anciennes écuries du parc de Mon-Repos, les bobines nitrate sont déplacées dans la centrale nucléaire démantelée de Lucens (VD). Transformation de la Cinémathèque suisse en fondation privée. Inauguration des nouvelles installations au Casino de Montbenon où elle dispose de deux salles de projection. Projections quotidiennes.
- 1987 : Parution de l'ouvrage de Hervé Dumont "Histoire du cinéma suisse - Films de fiction (1896-1965).
- 1992 : Inauguration du Centre d'archivage de Penthaz dans un ancien atelier de reliure qui permet de rassembler les archives conservées sur dix sites différents.
- 1996 : La direction passe à Hervé Dumont. Fondation de l'Association "Les Amis de la Cinémathèque suisse" (LACS).
- 1998 : 50e anniversaire. Rachat par la Confédération du bâtiment de Penthaz.
- 2002 : La Cinémathèque suisse reprend à son compte le centre de documentation cinématographique « Zoom » à Zurich avec la totalité de ses collections (30 000 dossiers de presse en allemand, 75 000 photos). Rebaptisé "Dokumentationstelle", il devient l'antenne alémanique de la Cinémathèque suisse.
- 2007 : "Histoire du cinéma suisse (1966-2000)", dirigé par Hervé Dumont et Maria Tortajada (UNIL), est édité en deux volumes.
- 2008 : à la suite de l'arrêté du Conseil fédéral prévoyant un nouveau Centre de recherche et d'archivage à Penthaz (2005), vote par le Parlement du crédit d'engagement pour le chantier. Marc Wehrlin assume la direction ad interim.
- 2009 : La direction passe à Frédéric Maire, directeur artistique du Festival de Locarno de 2005 à 2009[4].
- 2010 : Rachat par la Ville de Lausanne du Capitole, mis à disposition de la Cinémathèque suisse. Début du chantier à Penthaz. Mise en œuvre de la stratégie numérique de l'institution. Signature du "contrat de collaboration UNIL + Cinémathèque suisse.
- 2015 : Avant-projet de rénovation du Capitole.
- 2018 : 70e anniversaire de la Cinémathèque suisse.
- 2019 : 75e congrès de la Fédération internationale des archives du film à Lausanne. Inauguration du nouveau Centre de recherche et d'archivage de Penthaz.
- 2020 : Fermeture des salles du 13 mars au 25 août et du 4 novembre au 31 décembre pour faire face à la pandémie de Covid-19.
- 2021 : Démarrage du chantier du Capitole

## Collections
Les films conservés peuvent être des œuvres de fiction, documentaires, archives du Ciné-Journal suisse, films publicitaires et de commande, films de famille, ou encore des films d’amateurs. Les collections « Non-Film » regroupent des livres, scénarios, périodiques, dossiers documentaires, photographies, affiches, diapositives, appareils cinématographiques, matériel de « pré-cinéma », archives institutionnelles et fonds privés.
Les collections comptent, en 2016, 85 000 films (700 000 bobines), 500 000 affiches, 3 millions de photographies et d’autres supports iconographiques (diapositives, laques de verres, ektachromes, celluloïds), 26 000 livres et 720 000 périodiques, 10 000 scénarios, 200 fonds d’archives papier, 51'800 dossiers documentaires, 2000 appareils anciens ainsi que des objets tels que des décors et trophées.

## Association
- Les Amis de la Cinémathèque suisse (LACS)